# Valence (Drôme)
Valence is een stad in Zuidoost-Frankrijk, en de hoofdstad van het departement Drôme. Een andere naam is Valence-sur-Rhône, om het onderscheid te maken met andere Franse gemeenten met de naam Valence, zoals Valence in Charente en Valence in Tarn-et-Garonne.
Valence ligt aan de linkeroever van de rivier de Rhône, 90 kilometer ten zuiden van Lyon en 110 kilometer ten noorden van Avignon. De gemeente telde 64.288 inwoners op 1 januari 2022. De gemeenten Bourg-lès-Valence in het noorden en Guilherand-Granges aan de andere kant van de Rhône in het departement Ardèche zijn echter vergroeid met Valence. Wanneer men deze meetelt bekomt men een inwonersaantal van 94.399 (cijfers 2006).
De industrie in Valence bestaat uit textiel, leer en juwelen en de stad vormt een handelscentrum voor de regionale landbouw.

## Geschiedenis
Valence werd als Valentia gesticht door de Romeinen. Valentia was een colonia en de stad werd aangelegd in dambordpatroon op de linkeroever van Rhône. Er zijn weinig archeologische resten gevonden van het oude Valentia maar de stad bezat waarschijnlijk een theater en een odeon. Volgens de overlevering waren er al christenen in Valentia aan het einde van de 2e eeuw onder leiding van de heilige Ireneüs van Lyon. De stad werd de zetel van het bisdom Valence in de 4e eeuw. In 374 werd er een eerste concilie gehouden in de stad.
In de middeleeuwen maakte het deel uit van het graafschap Dauphiné, dat deel was van het Heilige Roomse Rijk. De bisschoppen van Valence vochten een machtsstrijd uit met de graven van Valentinois. Paus Gregorius X voegde in 1275 het bisdom Die bij Valence om de positie van de bisschop ten opzichte van de graaf van Valentinois te versterken. Pas in 1446 kwam de streek bij het koninkrijk Frankrijk. In 1452 kreeg de stad een universiteit. Deze werd gesticht door de Franse kroonprins, de latere koning Lodewijk XI. Deze universiteit bloeide in de 16e en de 17e eeuw en trok drukkers aan. In de 18e eeuw ging het bergaf met de universiteit en deze werd gesloten in 1792. 
De stad had al in de vroege middeleeuwen een eerste stadsomwalling. In 1570 kwam er onder koning Karel IX een tweede, grotere stadsmuur. In 1581 werd er ook een citadel gebouwd.
Vanaf de 17e eeuw verloor de stad haar handelsfunctie en werd een stad van ambtenaren en vele kloosterorden. Door deze stilstand daalde de bevolking maar de stad heeft hierdoor een groot deel van haar middeleeuws karakter bewaard. Valence werd na de Franse Revolutie de prefectuur van het departement Drôme. Er kwam industrie in de gemeente maar de dienstensector en de handel hadden toch de overhand. Vanaf 1860 groeide de stad tot buiten haar omwallingen, die werden afgebroken en vervangen door boulevards. Napoleon stichtte een militaire school in de stad. Valence werd ook een garnizoensstad met een belangrijke cavaleriekazerne (Caserne Latour-Maubourg). In de jaren 1950 verrees de nieuwe wijk Quartier du Polygone op een vrijgekomen militair terrein. Ook in de volgende decennia werden nieuwe wijken gebouwd. In 1970 kreeg Valence opnieuw een universiteit.

## Bezienswaardigheden
- Kathedraal van Valence
- Stadhuis
- Maison des Têtes
- Parc Jouvet
- Pendentief
- Champ de Mars

Een typische koek van Valence is de Suisse de Valence. Deze heeft de vorm van een lid van de Zwitserse Garde.

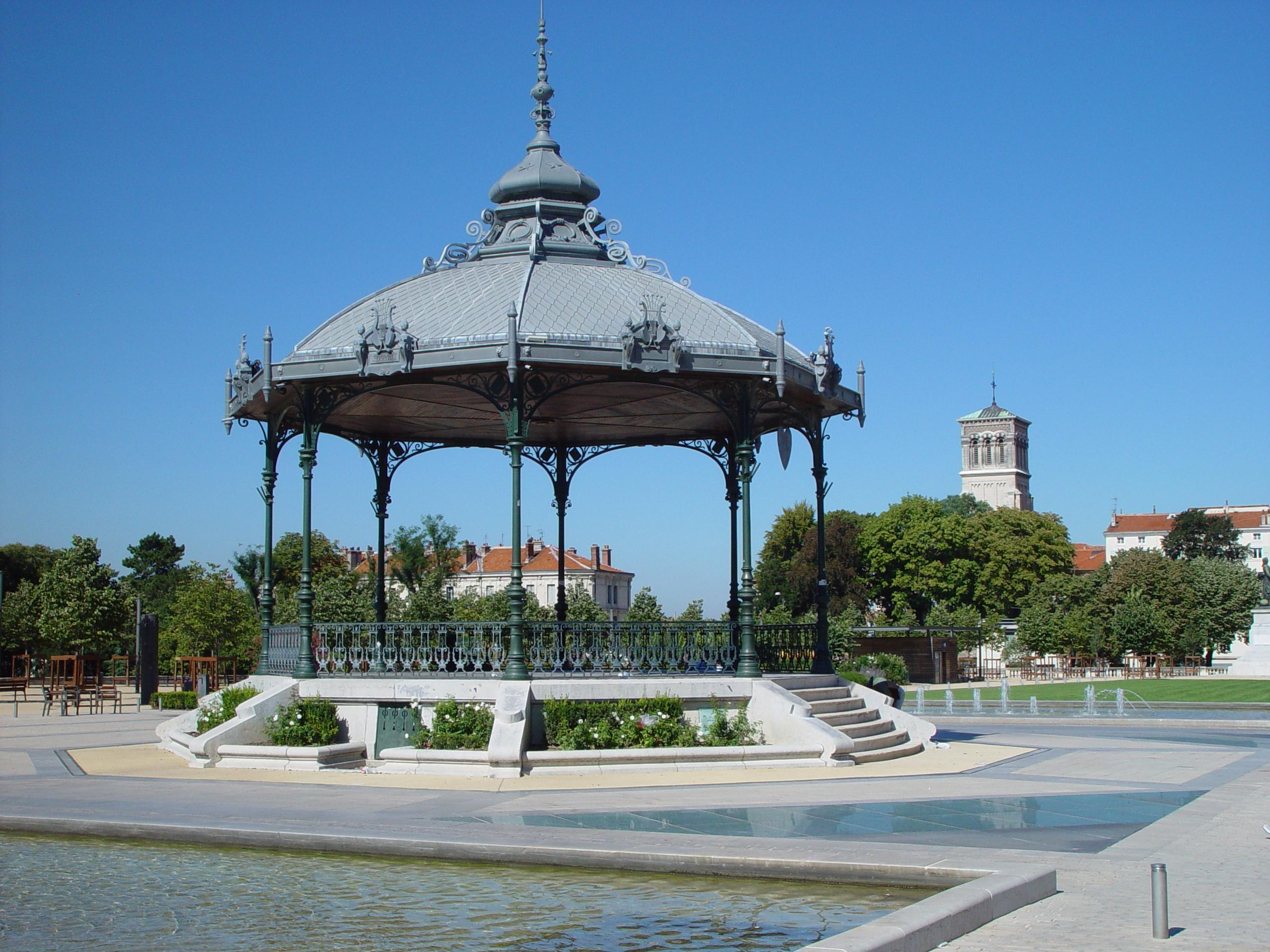
De Kiosque Peynet op het Champ de Mars

## Verkeer en vervoer

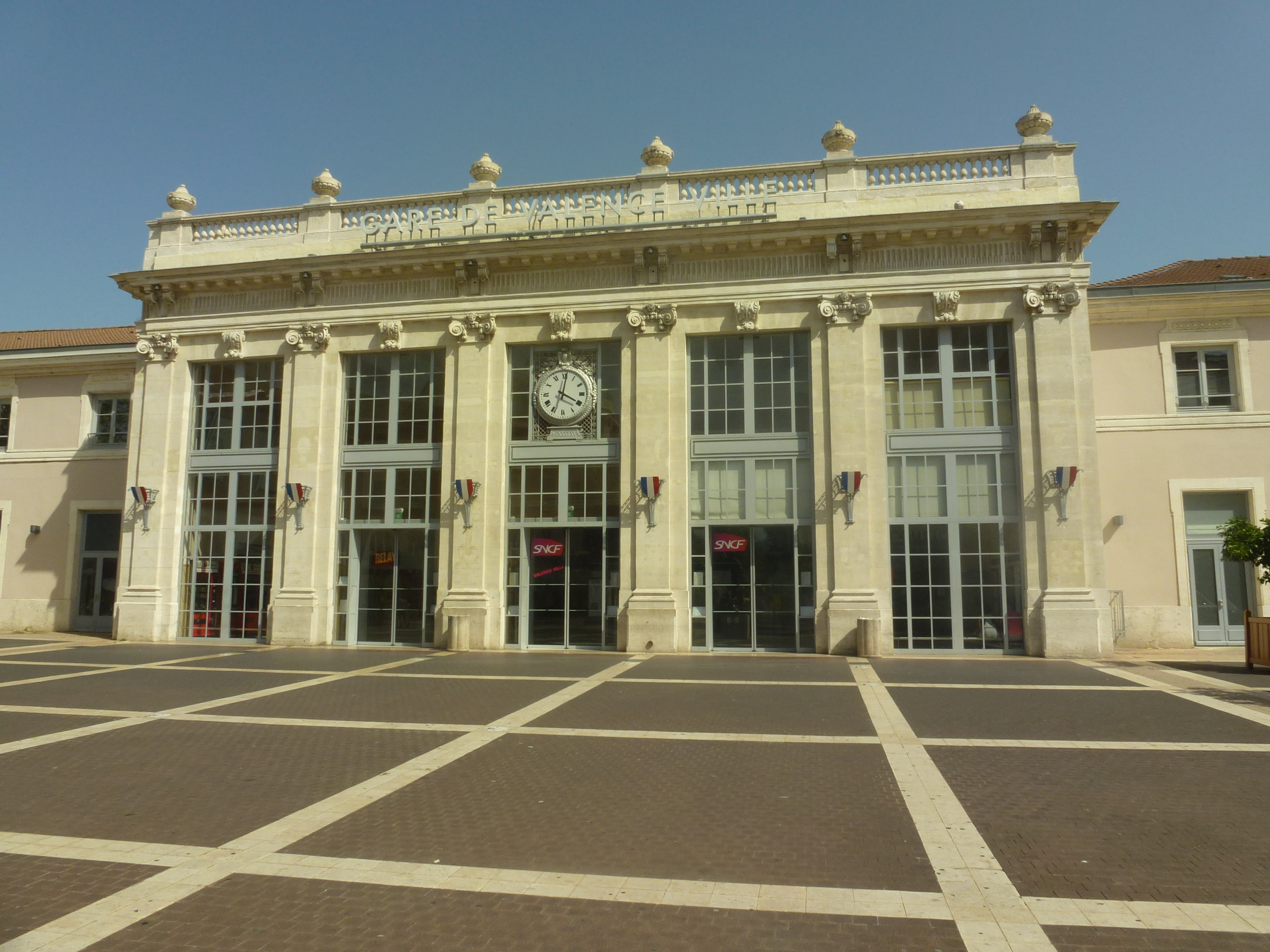
Het stationsgebouw.

Valence ligt aan de autosnelweg A7, onderdeel van de Autoroute du Soleil. Deze loopt tussen de Rhône en de stad. Op deze plaats liep vanaf 1956 de Nationale 7 (N7). Deze weg tussen Parijs en de Middellandse Zee werd aan het begin van de 19e eeuw aangelegd en liep eerst door het centrum van de stad. Met de opkomst van het toerisme met de auto vanaf de jaren 1930 werd de N7 in Valence in de zomermaanden berucht voor zijn urenlange files. Daarom werd de N7 in 1956 verlegd naar de oever van de Rhône. Dit veranderde met de aanleg van de A7 in de jaren 1970. De N7 (later de D2007n genoemd) maakte voortaan een bocht langs het oosten rond de stad. De Frédéric Mistralbrug verbindt het stadscentrum over de A7 en de Rhône naar de andere oever van de Rhône.
In de gemeente ligt spoorwegstation Valence-Ville. Op ongeveer 10 kilometer afstand, op het grondgebied van de gemeente Alixan ligt een TGV-station dat de naam 'Valence' draagt en waar bijvoorbeeld de hogesnelheidstreinen tussen de Benelux en Marseille een tussenstop maken. Het TGV-station is via het reguliere spoornet met Valence verbonden.
Valence heeft een rivierhaven op de Rhône en een jachthaven.

## Geografie
De oppervlakte van Valence bedroeg op 1 januari 2022 36,69 vierkante kilometer; de bevolkingsdichtheid was toen 1.752,2 inwoners per km².
De onderstaande kaart toont de ligging van Valence met de belangrijkste infrastructuur en aangrenzende gemeenten.

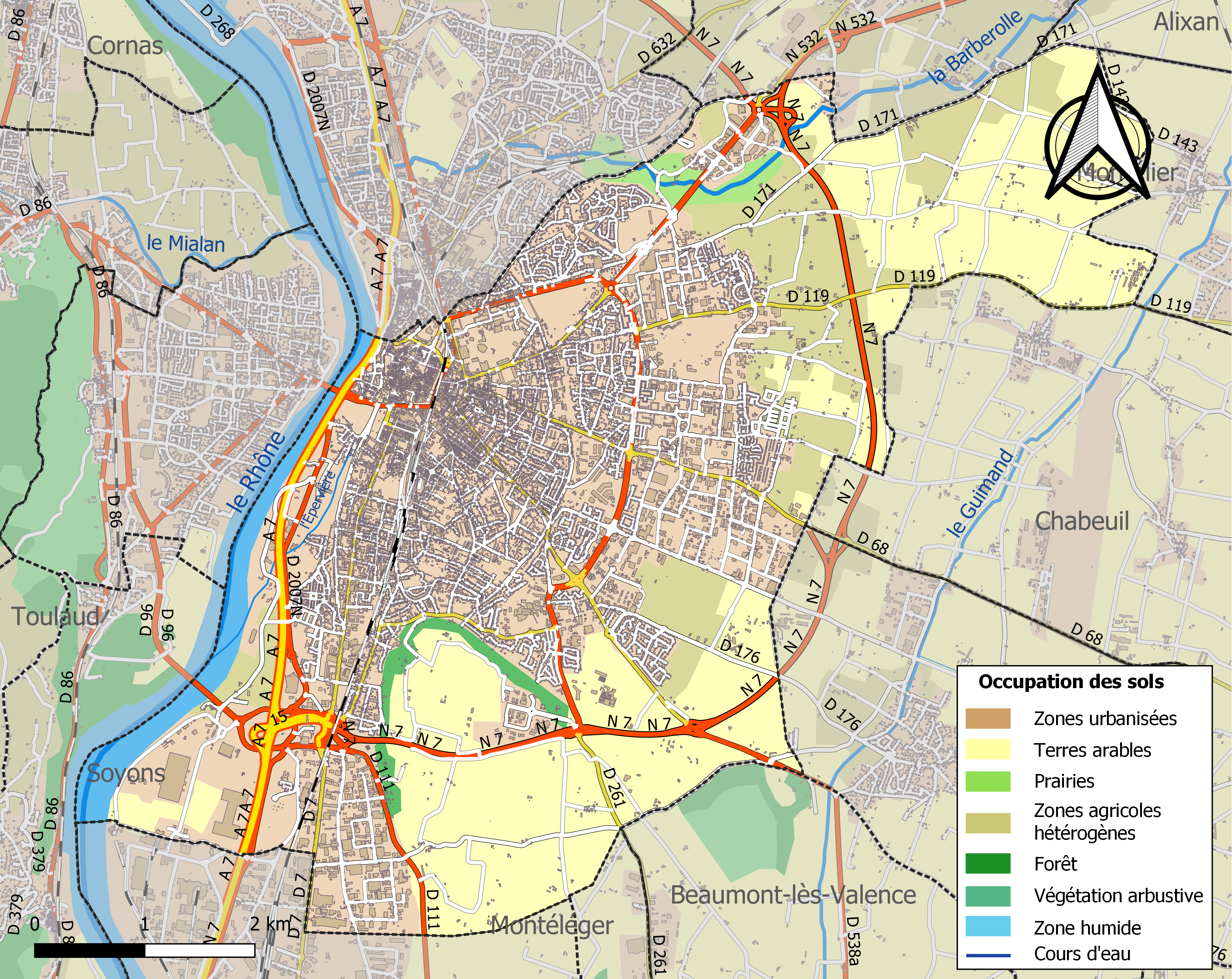

## Demografie
In 1800 telde de gemeente ongeveer 7.500 inwoners. In 1886 werd de kaap van 20.000 inwoners gerond. In de jaren 1920 vestigde zich een grote Armeense gemeenschap in Valence. In 1926 waren er 818 en in 1936 1.771. Na de oorlog was dit aangegroeid tot 2.107. Waar de Armeense gemeenschap eerst geconcentreerd leefde in een wijk, verspreidde deze zich na de oorlog over heel de gemeente.
Onderstaande figuur toont het verloop van het inwonertal (bron: INSEE-tellingen).

## Sport
Valence is viif keer etappeplaats geweest in de wielerkoers Ronde van Frankrijk. De ritwinnaars in Valence zijn Chepe González (1996), André Greipel (2015), Peter Sagan (2018), Mark Cavendish (2021) en Jonathan Milan (2025).

## Stedenband
Valence onderhoudt een stedenband met de volgende steden:
- Asti (Italië) sinds 1966
- Biberach (Duitsland) sinds 1967
- Clacton-on-Sea (Verenigd Koninkrijk) sinds 1969
- Ijevan (Armenië) sinds 1996
- Gedera (Israël) sinds 1997

## Geboren
- Louise de Kéralio (1757-1821), schrijfster, vertaalster en journaliste
- Louis Bernard Bonjean (1804-1871), jurist en politicus
- Christian Matras (1903-1977), cameraman
- Paul Ricœur (1913-2005), filosoof
- Catherine Langeais (1923-1998), televisiepresentatrice
- Henri Markarian (1926-1985), zanger
- Jacques Tardi (1946), striptekenaar
- Charly Mottet, (1962), wielrenner
- Franck Jurietti (1975), voetballer
- Mickaël Stéphan (1975), voetballer
- Sébastien Chabal (1977), rugbyspeler
- Guillaume Bonnafond (1987), wielrenner
- Axel Domont (1990), wielrenner
- Idriss Saadi (1992), voetballer

## Overleden
- Louis Mandrin (1725-1755), roverhoofdman publiek geradbraakt in Valence
- Paus Pius VI (1717-1799), door Napoleon getransporteerd van Rome naar Valence